# Boire Torse
Der Boire Torse ist ein Fluss in Frankreich, der im Département Loire-Atlantique in der Region Pays de la Loire verläuft. Er entspringt beim Weiler La Radoire im Gemeindegebiet von Loireauxence, entwässert in einem Bogen von Ost über Süd nach West und mündet nach rund 23 Kilometern beim Ort Anetz, im Gemeindegebiet von Vair-sur-Loire, als rechter Nebenfluss in einen Seitenarm der Loire. Auf seinem Weg quert der Boire Torse die Autobahn A11 und in seinem Unterlauf die Bahnstrecke Tours–Saint-Nazaire, die er auf einer Länge von etwa zwölf Kilometer begleitet. In diesem Bereich verläuft der Boire Torse in einem ehemaligen Nebenarm der Loire.

## Bezeichnung des Flusses
Der Fluss ändert mehrfach seinen Namen, entsprechend den Orten, die er gerade passiert. Es sind dies:
- Ruisseau de la Geminière im Quellbereich
- Ruisseau du Tombereau im Oberlauf
- Ruisseau du Bray im Mittelteil
- Boire Torse im Unterlauf

## Orte am Fluss
(Reihenfolge in Fließrichtung)
- La Geminière, im Gemeinde Loireauxence
- Les Silardières, Gemeinde Loireauxence
- Le Tombereau, Gemeinde Montrelais
- La Boisdonnerie, Gemeinde Montrelais
- Bray, Gemeinde Montrelais
- Montrelais
- Varades, im Gemeinde Loireauxence
- Anetz, Gemeinde Vair-sur-Loire

## Sehenswürdigkeiten
- Château de la Madeleine (auch Palais Briau genannt), Schloss aus dem 19. Jahrhundert am Flussufer bei Varades – Monument historique[4]